# Jordan Díaz (lekkoatleta)
Jordan Alejandro Díaz Fortún (ur. 23 lutego 2001 w Hawanie) – hiszpański lekkoatleta pochodzenia kubańskiego specjalizujący się w trójskoku, mistrz olimpijski oraz mistrz Europy.

## Przebieg kariery
Pierwszy sukces na arenie międzynarodowej Díaz odniósł w 2017 w Nairobi, gdzie zdobył złoty medal mistrzostw świata U18 oraz ustanowił nieoficjalny rekord świata w tej kategorii wiekowej. W następnym sezonie był najlepszy na mistrzostwach świata juniorów w Tampere; ponadto zwyciężył na igrzyskach Ameryki Środkowej i Karaibów w Barranquilli, zdobył złoto na mistrzostwach NACAC w Toronto oraz został mistrzem młodzieżowych igrzysk olimpijskich w Buenos Aires.
Zdobył srebrny medal igrzysk panamerykańskich w 2019 w Santiago, przegrywając jedynie z Omarem Craddockiem ze Stanów Zjednoczonych, a wyprzedzając swojego rodaka Andy’ego Díaza. W tym samym roku zajął ósme miejsce podczas światowego czempionatu w Dosze.
W listopadzie 2022 otrzymał hiszpańskie obywatelstwo, jednakże w zawodach międzynarodowych mógł reprezentować swój kraj od 7 czerwca 2024, czyli miał możliwość uczestnictwa na mistrzostwach Europy w Rzymie. Podczas europejskiego czempionatu zdobył złoty medal, wyprzedzając Portugalczyka Pedro Pichardo i Francuza Thomasa Gogoisa. Dwa miesiące później w Paryżu został mistrzem olimpijskim, pokonując Pichardo i A. Díaza.
Był mistrzem Hiszpanii w trójskoku w 2024, natomiast w hali zdobył mistrzostwo swego kraju w 2023.
Jest aktualnym (marzec 2025) rekordzistą Hiszpanii w trójskoku na stadionie z wynikiem 18,18 (11 czerwca 2024, Rzym) oraz halowym rekordzistą w tej konkurencji z wynikiem 17,59 (19 lutego 2023, Madryt).

## Osiągnięcia
| Rok                      | Impreza                               | Miejsce      | Pozycja    | Wynik         |
| ------------------------ | ------------------------------------- | ------------ | ---------- | ------------- |
| Reprezentacja: Kuba      |                                       |              |            |               |
| 2017                     | Mistrzostwa świata U18                | Nairobi      | 1. miejsce | 17,30         |
| 2018                     | Mistrzostwa świata U20                | Tampere      | 1. miejsce | 17,15         |
| 2018                     | Igrzyska Ameryki Środkowej i Karaibów | Barranquilla | 1. miejsce | 17,29w        |
| 2018                     | Mistrzostwa NACAC                     | Toronto      | 1. miejsce | 16,83         |
| 2018                     | Igrzyska olimpijskie młodzieży        | Buenos Aires | 1. miejsce | 17,14 + 17,04 |
| 2019                     | Igrzyska panamerykańskie              | Lima         | 2. miejsce | 17,38         |
| 2019                     | Mistrzostwa świata                    | Doha         | 8. miejsce | 17,06         |
| Reprezentacja: Hiszpania |                                       |              |            |               |
| 2024                     | Mistrzostwa Europy                    | Rzym         | 1. miejsce | 18,18         |
| 2024                     | Igrzyska olimpijskie                  | Paryż        | 1. miejsce | 17,86         |

## Rekordy życiowe
- trójskok (stadion) – 18,18 (11 czerwca 2024, Rzym) 3. wynik w historii światowej lekkoatletyki
- trójskok (hala) – 17,59 (19 lutego 2023, Madryt)

Zawodnik jest również posiadaczem najlepszego wyniku do lat 18 – 17,41 (8 czerwca 2018, Hawana).